# Marc Monfort
Marc Monfort (Écaussinnes, Bélgica, 21 de septiembre de 1949-Madrid, España, 2 de agosto de 2024) fue un reconocido logopeda e investigador, autor de numerosas publicaciones y materiales sobre patología del lenguaje e intervención terapéutica en los trastornos del lenguaje y de la comunicación.

## Biografía
Marc Monfort estudió logopedia por el Instituto Superior de Logopedia de Ghlin (Bélgica), actualmente integrado a la Universidad de Mons y Profesor de Enseñanza Primaria y de Pedagogía Terapéutica por la Universidad Complutense de Madrid.
Monfort estuvo 50 años dedicado a la investigación clínica y divulgación de los trastornos del lenguaje y de la comunicación y fue autor de numerosas publicaciones sobre patología del lenguaje, así como de abundante material didáctico. Fue figura de referencia en diversos simposios especializados, ha impartido numerosas formaciones y cursos en España, América Latina, países francófonos de Europa y colabora asiduamente con diversas universidades de España, Francia, Suiza, Bélgica, Canadá, Argentina, Colombia, Chile y México.
Desde 1975 dirigió el centro de logopedia "Entender y Hablar", asociación de padres de niños y niñas que tiene como principales objetivos la reeducación auditiva y la reeducación del lenguaje y fue cofundador, junto con Adoración Juárez Sánchez, del Colegio Tres Olivos, centro de referencia en la atención preferente de alumnos con discapacidad auditiva que ha recibido numerosas distinciones y reconocimientos.
En 2017 recibió la Distinción del Consejo General de Colegios de Logopedas en la Primera Edición de Premios, Medallas y Distinciones de la Unión Profesional (UP).
Hasta su fallecimiento residió en Madrid con su esposa, Adoración Juárez Sánchez, también destacada logopeda, colaboradora en muchas de sus publicaciones y directora del Colegio Tres Olivos de Madrid. Su hija Isabelle Monfort Juárez es psicóloga especialista en Trastorno específico del lenguaje y es autora de publicaciones sobre trastornos en la comunicación y el lenguaje.

## Algunas publicaciones
- Monfort, Marc; Juarez Sánchez, Adoración (1987). Comics para hablar 1. CEPE. ISBN 9788486235055.
- Monfort, Marc; Juarez Sánchez, Adoración (1989). Parejas lógicas. CEPE. ISBN 9788486235888.
- Monfort, Marc; Juarez Sánchez, Adoración (1990). ¿Cuánto, Combien, How Much?. CEPE. ISBN 9788478690183.
- Monfort, Marc; Juarez Sánchez, Adoración; Rojo Ramos, Ángel (1990). Programa Elemental de Comunicación Bimodal. Para padres y educadores. CEPE. p. 144. ISBN 9788485252916.
- Monfort, Marc; Juarez Sánchez, Adoración; Torres Monreal, Santiago (1992). La palabra complementada. Ministerio de Educación y Ciencia. p. 87. ISBN 9788436921823.
- Monfort, Marc; Juarez Sánchez, Adoración (1993). Los Niños Disfásicos. Descripción y Tratamiento. CEPE. p. 207. ISBN 9788478691203.
- Monfort, Marc; Higuero Piris, Rocío (1995). ¡Qué Mundo más Fantástico!. CEPE. ISBN 9788478692132.
- Monfort, Marc; Higuero Piris, Rocío (1995). ¡Qué Vida más Divertida!. CEPE. ISBN 9788478692125.
- Monfort, Marc; Juarez Sánchez, Adoración (2001). El tren de palabras. CEPE. ISBN 9788486235062.
- Monfort, Marc; Juarez Sánchez, Adoración (2001). Estimulación del lenguaje oral. Entha ediciones. ISBN 9788493201357.
- Monfort, Marc; Juarez Sánchez, Adoración (2000). L'intervention dans les troubles graves de l'acquisition du langage et les dysphasies développementales. Ortho Édition. ISBN 9782906896420.
- Monfort, Marc; Juarez Sánchez, Adoración (2001). Savoir dire : un savoir-faire: Manuel de guidance parentale pour parents d'enfants sourds de 0 à 5 ans. Entha ediciones famille. p. 218. ISBN 9788493201388.
- Monfort, Marc; Juarez Sánchez, Adoración (2003). El Niño que Habla. El lenguaje oral en el escolar. CEPE. p. 208. ISBN 9788486235635.
- Monfort, Marc; Juarez Sánchez, Adoración; Monfort Juarez, Isabelle (2005). Les troubles de la pragmatique chez l'enfant. Entha ediciones. p. 173. ISBN 9788493362829.

## Distinciones
- Distinción del Consejo General de Colegios de Logopedas (Primera Edición de Premios, Medallas y Distinciones, Unión Profesional (UP), 2017)[1].
- Premio especial Fundación ONCE: Educación Inclusiva para la Integración Colegio Tres Olivos (Premios Magisterio a los Protagonistas de la Educación, 2022)[14].